# Asociación Diseñadores de Madrid
La Asociación Diseñadores de Madrid (DIMAD) es una asociación sin ánimo de lucro española, que desarrolla su actividad en la Comunidad de Madrid, cuyo principal objetivo es la promoción, proyección y divulgación de la cultura del diseño. Fue inscrita en el Registro de Asociaciones de la Comunidad de Madrid el 3 de enero de 2005.

## Historia
DIMAD fue fundada en 2005 por 17 diseñadores y en la actualidad cuenta entre sus socios con profesionales de las distintas ramas del diseño (gráfico, producto, interiores, moda), estudiantes de escuelas de diseño y colaboradores ligados al mundo de la comunicación, la enseñanza o el diseño. Pertenece a la Red Española de Asociaciones de Diseño (READ) así como el International Council of Design.
En 2006, DIMAD decidió crear la Fundación Diseño Madrid (Fundación DIMAD).

## Socios colaboradores

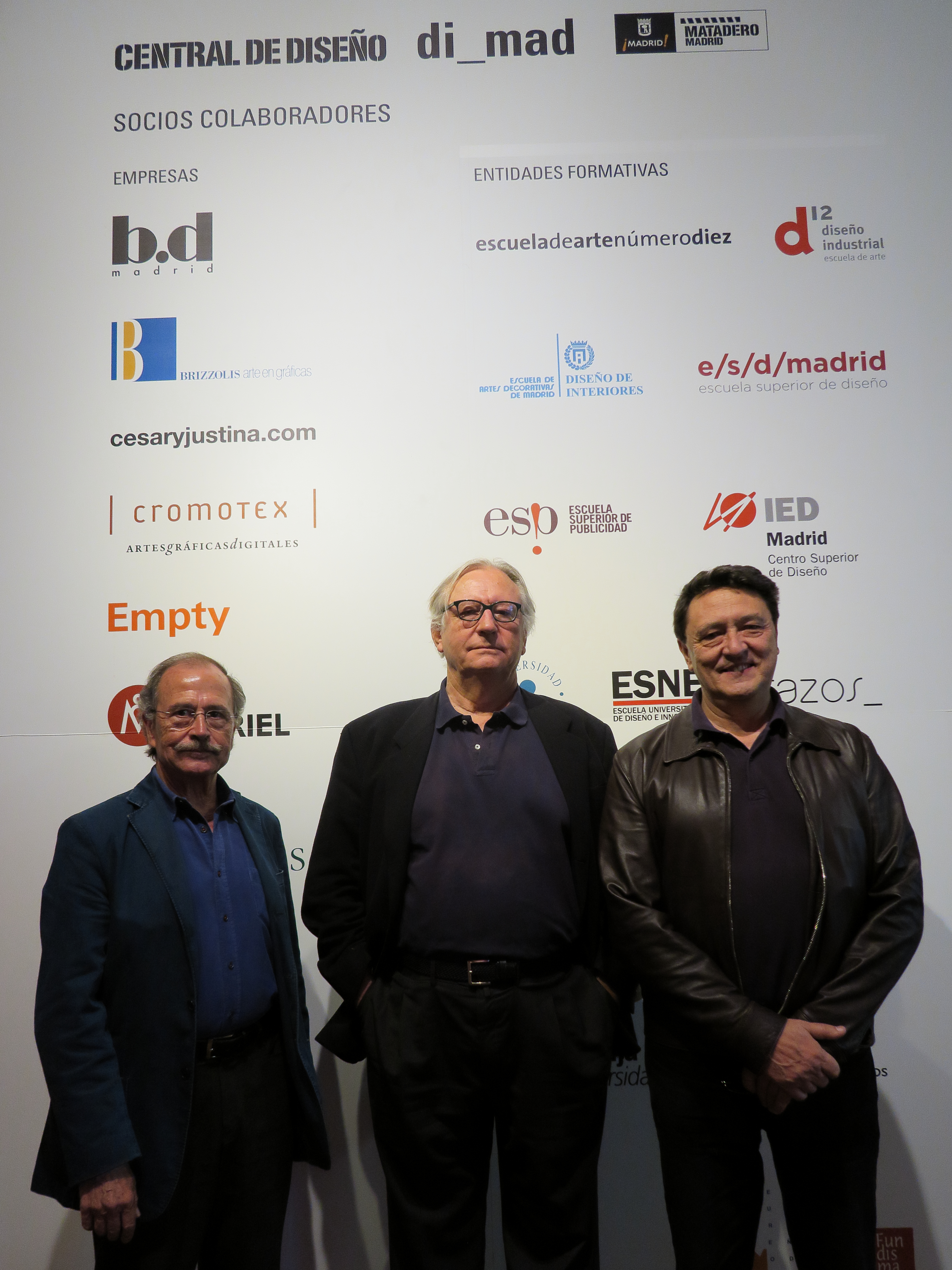
Juan Toribio, Jacobo Pérez-Enciso y Manuel Estrada, socios de DIMAD

Cuenta entre sus socios colaboradores las siguientes instituciones formativas: Centro Superior de Diseño de Moda de Madrid (CSDMM), Escuela de Arte 10 Madrid, Escuela Superior de Diseño de Madrid, Escuela Superior de Publicidad, Escuela Universitaria de Diseño, Innovación y Tecnología (UCJC), IED Madrid, Centro Superior de Diseño, IMADDE, Título Propio de Grado en Diseño de Interiores (ETSAM-UPM), Trazos (UCJC), Universidad Europea de Madrid, Universidad Francisco de Vitoria y Universidad Nebrija.

## Fines
Sus fines, según los estatutos de la propia asociación, son:
- Promover la colaboración entre todos los agentes que participan en la cultura del diseño y, en particular, entre todas aquellas personas, empresas, entidades o instituciones que desarrollen actividades profesionales en este ámbito, con independencia de cuál sea el área concreta de su actuación: diseño gráfico, diseño industrial, diseño de espacios o de interior, diseño digital, etc.

- Conseguir un adecuado reconocimiento del espacio que debe ocupar el diseño en la sociedad, en general, y en particular en el seno de las empresas, entidades e instituciones.

- Crear las condiciones para garantizar el desarrollo profesional de sus asociados, mediante la promoción de todas aquellas acciones de carácter social, económico, político, científico, cultural y formativo, que contribuyan a conseguir que el desempeño de las distintas actividades que realicen se desarrolle en las mejores condiciones posibles y, con ello, ayudar a sentar las bases para incrementar, paulatinamente, la rentabilidad social de su actuación.

- Contribuir al establecimiento de las condiciones necesarias para la adecuada inserción profesional y laboral de los estudiantes y jóvenes profesionales del diseño, mediante acciones encaminadas a la permanente mejora de la formación que reciben y a facilitar su participación efectiva en el ámbito profesional que les es propio.

- Mantener un diálogo permanente con las Instituciones públicas para promover la mejora constante del diseño, en sus diferentes manifestaciones sociales: culturales, docentes, profesionales, económicas y artísticas.

- Procurar la adecuación de la enseñanza del diseño a las necesidades sociales efectivas de los actuales y futuros tiempos, promoviendo la implantación de planes de estudio específicos en los distintos niveles del sistema educativo, con especial atención a la formación profesional y a los estudios universitarios.

## Actividad
La asociación lleva a cabo, entre otras, las siguientes actividades:
- Organización de acciones formativas y de divulgación.
- Promoción de trabajos de investigación sobre cuestiones relacionadas con los fines de la asociación.
- Financiación de ayudas y becas a la investigación.
- Promoción de proyectos sociales, artísticos, culturales o educativos.

## Central de Diseño
Es un espacio situado en Matadero Madrid, en concreto en la nave 17, y gestionado por Fundación DIMAD. Fue rehabilitado por el arquitecto José Antonio García Roldán y se abrió en noviembre de 2007. En él se abordan varias líneas de actividad; exposiciones, mesas redondas y conferencias, actividades formativas como talleres o cursos, y encuentros, jornadas y seminarios.